# Missing Link (Architektengruppe)
Missing Link war eine Künstler- und Architektengruppe, die zwischen 1970 und 1980 in Wien bestand. Das Kollektiv wurde von Angela Hareiter, Otto Kapfinger und Adolf Krischanitz, die Architektur an der Technischen Hochschule Wien studierten, gegründet.

## Partner

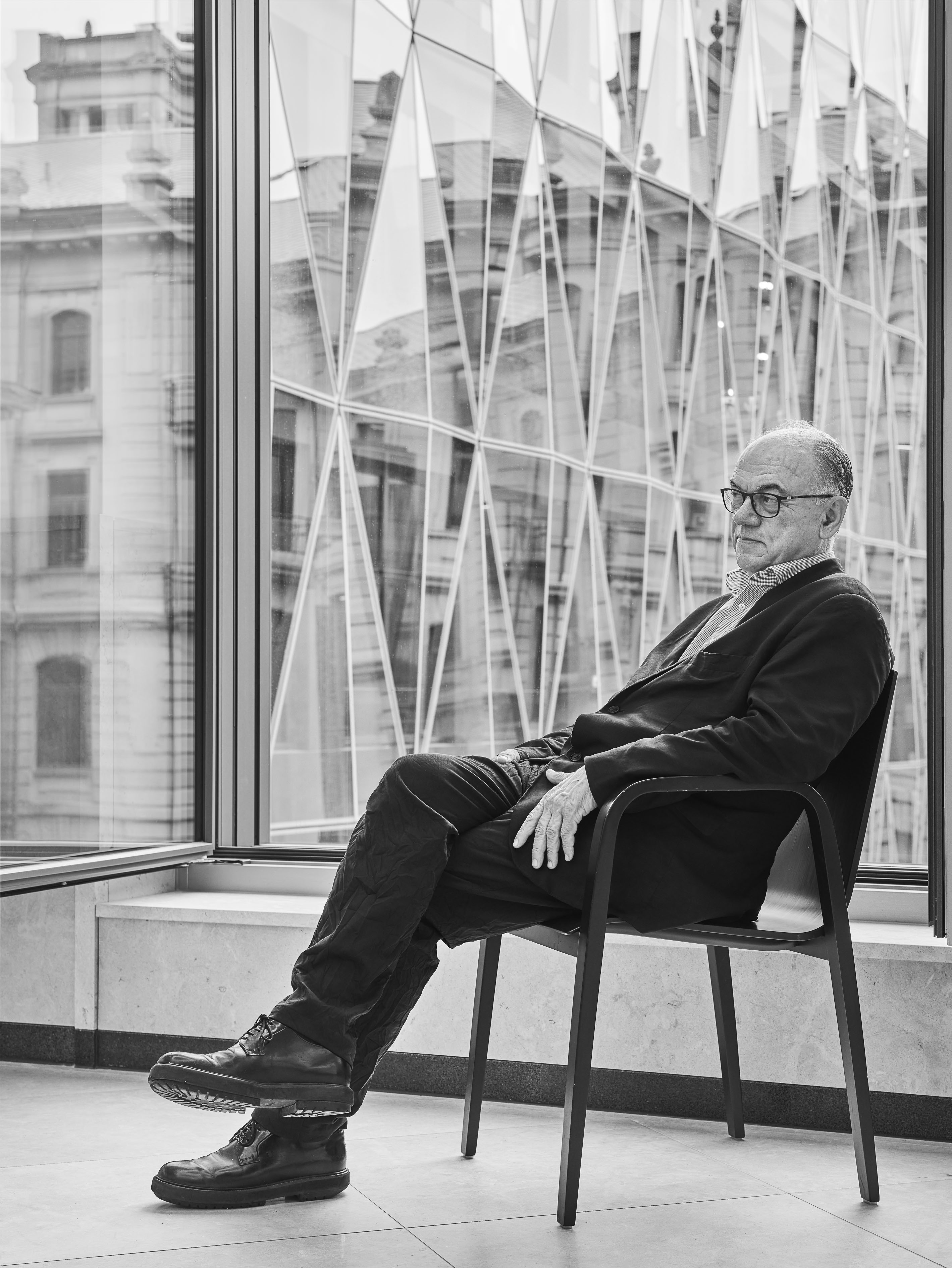
Adolf Krischanitz

Angela Hareiter (* 21. Januar 1944 in Wien) studierte Architektur an der Technischen Hochschule Wien. Ab 1975 beschäftigte sie sich mit Filmarchitektur und war danach Artdirector bei internationalen Film- und Fernsehprojekten.
Otto Kapfinger (* 12. Mai 1949 in St. Pölten) studierte von 1967 bis 1972 Architektur an der Technischen Hochschule Wien. Er war von 1981 bis 1990 Rezensent und Architekturkritiker der Tageszeitung Die Presse. Kapfinger lehrte als Gastprofessor an der Hochschule für Gestaltung Linz.
Adolf Krischanitz (* 26. Mai 1946 Schwarzach im Pongau, Salzburg) studierte von 1965 bis 1972 Architektur an der Technischen Hochschule Wien. Er ist Mitglied und war Präsident der Wiener Secession. Krischanitz lehrte als Gastprofessor an der Technischen Universität München, sowie an der Sommerakademie Karlsruhe, Neapel und Wien. Von 1992 bis 2011 war Adolf Krischanitz Universitätsprofessor an der Universität der Künste Berlin.

## Geschichte
Die Gruppe bildete sich, weil sie mit der Lehre an ihrer Hochschule unzufrieden war. Das Trio wollte die Architektur mit der echten Welt verzahnen. Sie suchten mit interdisziplinären Projekten nach dem fehlenden Bindeglied zwischen Mensch, Raum, Architektur, Stadt, Umwelt, Kunst, Politik, Medien, Gesellschaft und sozialem Gefüge und erweiterte das Repertoire der Architektur um experimentelle Konzepte.
Missing Link entwickelte Performances, in denen sie sich kritisch mit dem Umgang mit fossilen Ressourcen und Beton, sowie der Entfremdung des Menschen von seiner natürlichen Umwelt auseinandersetzten.
Nach dem Ausstieg Angela Hareiters im Jahr 1974, untersuchten Kapfinger und Krischanitz die Besonderheiten der Architektur in Wien. Das Interesse an dem Gebauten wurde lauter.
Die Architektengruppe war einer der avantgardistischen Gruppe in der Kunst- und Architekturszene Österreichs der 1970er-Jahre.
Im Jahr 2014 erhielt das Museum für angewandte Kunst Wien den Vorlass der Experimentalgruppe.

## Werk
Das Werk der Gruppe umfasst künstlerische Installationen, Objekte, Malereien, Collagen, Graphiken, Aktionen, Zeichnungen, Malereien, Performances, Experimentalfilme, Plakate, stadtsoziologische Studien, Fernsehproduktionen, Publikationen, Plakate, Fotografien und urbanistische Situationsanalysen.
Filmografie:
- 1972: Treffen auf dem Feld. Die Aktionen fanden im burgenländischen Trausdorf an der Wulka statt und wurden dokumentiert in einem von Gotthard Muhr herausgegebenen Buch.[4]
- 1972: 16. November. Eine Utopie in 9 wirklichen Bildern, Österreichischer Rundfunk mit Gert Winkler
- 1974: Die verstoßene Stadt, ORF mit Karl Schwanzer und Alfred Schmeller

Studien:
- 1973: Via Trivialis
- 1978: Wiener Studien

Installation:
- 1970: Goldenes Wienerherz

Zeichnungen und Malereien:
- 1971: Betonbrecher
- 1972: Verhütung – Pferd
- 1973: Gehsteigordner
- 1974: Luftschiff
- 1975: Perforation
- 1975: In einem nicht näher bezeichneten Land
- 1978: Das Flaggschiff
- 1978: Im Café

Bauten (Kapfinger + Krischanitz):
- 1979: Haus Haydl, St. Johann im Pongau mit Norbert Fritz[5]
- 1980: Reisebüro Kuoni, Wien[6]
- 1980–1981: Anbau Haus Hiermanseder, Schwarzach im Pongau[7]
- 1981: Haus Nagiller, Perchtoldsdorf[8]
- 1982: Haus Hiermanseder, Schwarzach im Pongau mit Norbert Fritz[9]
- 1983: Taschengeschäft Lederwaren Delarue, Wien[10]
- 1986–1990: Forellenwegsiedlung, Salzburg

Eine Auswahl von Missing Links Bauten wurden fotografisch von Margherita Spiluttini dokumentiert.

## Ausstellungen
- 2022: Museum für angewandte Kunst Wien[12] - Kurator: Sebastian Hackenschmidt

## Bücher
- Anna Dabernig, Lilli Hollein, Sebastian Hackenschmidt, Museum für angewandte Kunst Wien (Hrsg.): MISSING LINK. Strategien einer Architektengruppe aus Wien. 1970–1980. Birkhäuser Verlag, Basel 2022[13]